# Lee Chak Men
Lee Chak Men, conosciuto anche con la traslitterazione Li Zhuomin (李焯民T, Lǐ ZhuōmínP; 1922), è stato un cestista singaporiano.

## Carriera
Con Singapore ha disputato i Giochi olimpici di Melbourne 1956.